# Nippon Shokubai

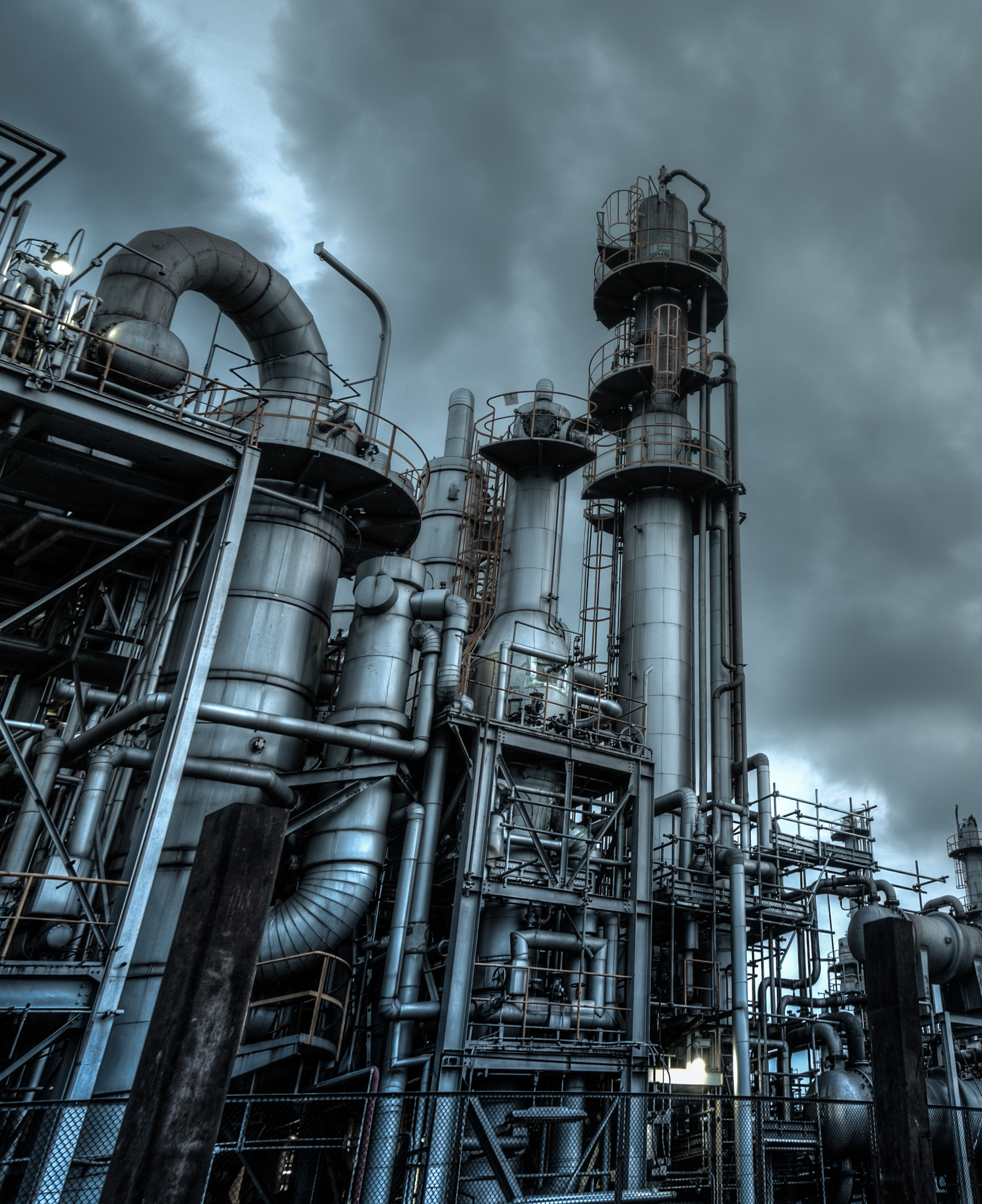
Nippon-Shokubai-Werk in Kawasaki

K.K. Nippon Shokubai (jap. 株式会社日本触媒, Kabushiki kaisha Nippon Shokubai, engl. Nippon Shokubai Co., Ltd.) ist ein japanisches Chemieunternehmen.
Die Hauptprodukte von Nippon Shokubai sind Acrylsäure, Acrylate und Superabsorber-Polymere, bei denen das Unternehmen Weltmarktführer ist. Daneben werden auch Ethylenoxid, Ethanolamine, Ethoxylate, Glycolether, Maleinsäureanhydrid und Katalysatoren hergestellt.
Das Unternehmen besitzt Werke in Suita, Himeji und Kawasaki-Chidori.